# Ebola (rzeka)
Ebola – rzeka w północnej części Demokratycznej Republiki Konga; rzeka źródłowa Mongali.
Przepływa przez małą miejscowość Yambuku, w okolicach której po raz pierwszy opisano występowanie wirusa, nazwanego Ebola.